# Knight Capital Group
Pour les articles homonymes, voir KCG.
Knight Capital Group (KCG) est une entreprise américaine de services financiers notable pour ses algorithmes de transactions à haute fréquence qui en font un important négociant en actions américaines .
La société était cotée NYSE et NASDAQ jusqu'en 2017.

## Histoire
Le 1er août 2012, une erreur de mise en production du logiciel de passage d'ordres de l'entreprise a causé de fortes fluctuations et a entraîné pour la société une perte d'un montant estimé à 440 millions, alors qu'elle ne possédait que 350 millions de capital,,. La valeur de l'action de l'entreprise a plongé, l'entreprise frôlant la faillite, nécessitant une recapitalisation en urgence. 
Par la suite, Knight Capital Group est acquis en 2012 par Getco, qui se renomme KCG. En janvier 2015, KCG annonce la vente de sa plateforme d'échange sur le Forex, KCG Hotspot à BATS pour 365 millions de dollars.
En avril 2017, Virtu Financial annonce l'acquisition de KCG Holdings pour 1,4 milliard de dollars.